# Вајсенборн (Хесен)
Вајсенборн (њем. Weißenborn) општина је у њемачкој савезној држави Хесен. Једно је од 16 општинских средишта округа Вера-Мајснер. Према процјени из 2010. у општини је живјело 1.141 становника. Посједује регионалну шифру (AGS) 6636015.

## Географски и демографски подаци
Вајсенборн се налази у савезној држави Хесен у округу Вера-Мајснер. Општина се налази на надморској висини од 280 метара. Површина општине износи 15,6 km². У самом мјесту је, према процјени из 2010. године, живјело 1.141 становника. Просјечна густина становништва износи 73 становника/km².